# Ken St. Andre
 (avril 2012).
Si vous disposez d'ouvrages ou d'articles de référence ou si vous connaissez des sites web de qualité traitant du thème abordé ici, merci de compléter l'article en donnant les références utiles à sa vérifiabilité et en les liant à la section « Notes et références ».
Ken St. Andre (né en 1947) est un auteur de science-fiction et de fantastique et un créateur de jeux.

## Biographie
Il est surtout connu comme l'un des plus anciens auteurs (encore actifs) de jeux de rôle aux États-Unis, ce qui ne l'a pas empêché d'être impliqué dans le secteur des jeux vidéo dès les années 1980, notamment avec Wasteland, paru en 1988. Son intérêt pour les nouvelles technologies reste d'ailleurs intact, puisqu'il participera à Wasteland 2.
Sa création la plus célèbre est sans doute Tunnels et Trolls, l'un des tout premiers jeux de rôle (paru en 1975). Ce JDR a connu plusieurs éditions et a été traduit en plusieurs langues, dont le français. La version 8 de Tunnels et Trolls en français est parue en mars 2012. 
Ken St. Andre a également connu un certain succès avec le jeu de rôle Stormbringer (1981). Enfin, il est l'auteur du deuxième jeu de rôle de science-fiction, Starfaring, publié en 1976, un an avant Traveller et quelques mois après Metamorphosis Alpha.
Depuis 2010, il écrit sa propre gamme de produits pour Tunnels et Trolls sous le label Trollhalla Press, en collaboration avec Flying Buffalo, Inc. Bien que certains de ses livres de jeu soient des aventures à jouer en groupe, la plupart sont des solos. Ken St. Andre est d'ailleurs probablement l'un des plus anciens et plus prolifiques auteurs de livres-jeux au travers de ses solos pour Tunnels et Trolls, puisque la première aventure en solitaire qu'il a écrite, Deathtrap Equalizer Dungeon, a été publiée en 1976, bien avant l'apparition des premiers livres dont vous êtes le héros.